# China en el Clásico Mundial de Béisbol 2006

## Róster del Clásico Mundial de Béisbol 2006
Lanzadores
- Tao Bu(卜濤)
- Kun Chen(陳坤)
- Quan Huang(黃權)
- Guojun Lai(賴國鈞)
- Chenhao Li(李晨浩)
- Hongrui Li
- Shuai Li(李帥)
- Nan Wang(王楠)
- Zheng Xu(徐錚)
- Jun Zhang(張俊)
- Li Zhang(張力)
- Bo Zhao(趙博)
- Quansheng Zhao(趙全勝)

Receptores
- Yi Feng(馮毅)
- Wei Wang(王偉)
- Zhenwang Zhang(張振旺)

Jugadores de cuadro
- Qi Chen(陳琦)
- Zhe Chen(陳哲)
- Fei Feng(馮飛)
- Tao Guo(國濤)
- Guangbiao Liu(劉廣標)
- Wenbin Pan(潘文彬)
- Jingchao Wang(王靖超)
- Guogang Yang(楊國剛)
- Yufeng Zhang(張玉峰)

Jardineros
- Yaqing Liu(劉雅卿)
- Lingfeng Sun(孫嶺峰)
- Shuo Yang(楊碩)
- Hongbo Zhang(張洪波)

## Manejador
- Jim Lefebvre